# 後藤なお
後藤 なお（ごとう なお）は、日本のイラストレーター。東京都在住。

## 作品リスト

### イラスト
- ザ・サード（星野亮著、富士見ファンタジア文庫）※17作目からは交代
- 電撃!! イージス5（谷川流著、電撃文庫）
- フレンズ×ナイフ（星家なこ著、MF文庫J）
- アクエリアンエイジ
- 熱風海陸ブシロード（イラスト・キャラクターデザイン）

### 画集
- 『後藤なお画集 GALAXY'S CHILD』（メディアワークス、2006年7月15日初版発行）ISBN 4-8402-3410-8
- デジタルMOEOH 後藤なお画集『GALAXY CHILD DASH』（KADOKAWA、2011年7月28日発売、55ページ）
  - 電子書籍オンリーの、美少女イラストレーション画集の第3回配信作品。

### その他
- 『エース桃組』コラム漫画(ぷちモモ3巻収録、角川書店)
- トレーディングカード　後藤なおコレクション(ブロッコリー)